# Memoriał Alfreda Smoczyka 1984
XXXIV Memoriał Alfreda Smoczyka odbył się 22 września 1984 r. Wygrał po raz drugi Leonard Raba z opolskiego klubu.

## Wyniki
- 22 września 1984 r. (sobota), Stadion im. Alfreda Smoczyka (Leszno)
- Najlepszy czas dnia: Zenon Kasprzak – w 4 wyścigu - 67,10 sek.

| Msc. | Zawodnik                 | Klub / Kraj          | Pkt  |                |  |
| ---- | ------------------------ | -------------------- | ---- | -------------- |  |
| 1    | (16) Leonard Raba        | Kolejarz Opole       | 13+3 | (1,3,3,3,3) +3 |  |
| 2    | (15) Zenon Kasprzak      | Unia Leszno          | 13+2 | (3,3,3,1,3) +2 |  |
| 3    | (14) Andrzej Huszcza     | Falubaz Zielona Góra | 12+3 | (2,3,3,1,3) +3 |  |
| 4    | (7) Bogusław Nowak       | Stal Gorzów Wlkp.    | 12+2 | (3,2,2,3,2) +2 |  |
| 5    | (9) Wojciech Żabiałowicz | Apator Toruń         | 11   | (3,2,2,3,1)    |  |
| 6    | (2) Jan Krzystyniak      | Falubaz Zielona Góra | 9    | (3,1,2,3,0)    |  |
| 7    | (1) Roman Jankowski      | Unia Leszno          | 9    | (2,3,1,2,1)    |  |
| 8    | (4) Jerzy Rembas         | Stal Gorzów Wlkp.    | 9    | (1,1,3,2,2)    |  |
| 9    | (10) Mariusz Okoniewski  | Unia Leszno          | 8    | (2,2,1,1,2)    |  |
| 10   | (5) Włodzimierz Heliński | Unia Leszno          | 5    | (2,0,0,2,1)    |  |
| 11   | (6) Barnabas Gyepes      | Węgry                | 5    | (1,0,2,0,2)    |  |
| 12   | (11) Maciej Jaworek      | Falubaz Zielona Góra | 3    | (1,0,0,2,d)    |  |
| 13   | (3) Istvan Rusz          | Węgry                | 2    | (0,1,0,0,1)    |  |
| 14   | (13) Tadeusz Wiśniewski  | Apator Toruń         | 1    | (0,1,d,-,-)    |  |
| 15   | (8) Wojciech Załuski     | Kolejarz Opole       | 0    | (0,d,-,-,-)    |  |
| 16   | (12) Dietmar Lischke     | NRD                  | 0    | (u,-,-,-,-)    |  |
|      | rez. Grzegorz Sterna     | Unia Leszno          | 4    | (2,1,1,0,d)    |  |
|      | rez. Marek Bzdęga        | Unia Leszno          | 4    | (1,0,0,3)      |  |

## Bieg po biegu
1. (69,70) Krzystyniak, Jankowski, Rembas, Rusz
2. (68,00) Nowak, Heliński, Gyepes, Załuski
3. (67,90) Żabiałowicz, Okoniewski, Jaworek, Lischke (u)
4. (67,10) Kasprzak, Huszcza, Raba, Wiśniewski
5. (68,10) Jankowski, Żabiałowicz, Wiśniewski, Heliński
6. (68,20) Huszcza, Okoniewski, Krzystyniak, Gyepes
7. (68,10) Kasprzak, Nowak, Rusz, Jaworek
8. (68,60) Raba, Sterna, Rembas, Załuski (t) / Sterna za Lischke
9. (68,60) Raba, Gyepes, Jankowski, Jaworek
10. (68,20) Kasprzak, Krzystyniak, Bzdęga, Heliński / Bzdęga za Lischke
11. (68,60) Huszcza, Żabiałowicz, Sterna, Rusz / Sterna za Załuskiego
12. (68,80) Rembas, Nowak, Okoniewski, Wiśniewski (d)
13. (67,90) Nowak, Jankowski, Huszcza, Bzdęga / Bzdęga za Lischke
14. (68,00) Krzystyniak, Jaworek, Sterna, Bzdęga / Sterna za Załuskiego, Bzdęga za Wiśniewskiego
15. (67,70) Raba, Heliński, Okoniewski, Rusz
16. (68,30) Żabiałowicz, Rembas, Kasprzak, Gyepes
17. (69,00) Kasprzak, Okoniewski, Jankowski, Sterna / Sterna za Załuskiego
18. (68,00) Raba, Nowak, Żabiałowicz, Krzystyniak
19. (69,70) Bzdęga, Gyepes, Rusz, Sterna (d) / Bzdęga za Wiśniewskiego, Sterna za Lischke
20. (68,70) Huszcza, Rembas, Heliński, Jaworek

O trzecie miejsce
21. (68,70) Huszcza, Nowak
O pierwsze miejsce
22. (67,30) Raba, Kasprzak